# Teluk Kimanis
Die Kimanis Bay (malaiisch Teluk Kimanis) ist eine Bucht an der Westküste der Insel Borneo. Sie gehört zum malaysischen Bundesstaat Sabah und öffnet sich zum Südchinesischen Meer. Verwaltungstechnisch gehört sie zum Distrikt Papar in der West Coast Division.

## Geographie
Die Bucht umfasst eine Fläche von ca. 450 km². Die Küstenlinie erstreckt sich in einem weiten Bogen von Kap Nosong (malaiisch Tanjung Nosong) bis Kap Papar (malaiisch Tanjung Papar). Der Bucht vorgelagert ist die Insel Pulau Tiga. Die Küstenlinie ist überwiegend unbewaldet, mit landwirtschaftlicher Nutzung.

## Geschichte
Der Name der Bucht leitet sich von der Siedlung Kimanis ab. Der Name Kimanis Bay findet sich bereits auf einer von der North Borneo Chartered Company herausgegebenen Karte von Britisch-Nordborneo aus dem Jahr 1899.

## Sabah-Sarawak Integrated Oil and Gas Project
Im Küstenbereich der Kimanis Bay wird zurzeit das Sabah Öl- und Gasterminal (SOGT) errichtet, das als Empfangs-, Speicher- und Exportstation für Öl und Erdgas aus den Offshore-Feldern Sabahs dienen soll. Neben den Landanlagen sind in der Bucht Offshore-Jetties zur Übernahme Öl und Erdgas geplant. Gleichzeitig beginnt hier die Sabah-Sarawak Gaspipeline (SSGP), die Erdgas über eine Strecke von 522 Kilometer bis nach Bintulu, Sarawak, fördert.